# فلاديسلاف كونستانتينوفيتش جريبوفسكي
فلاديسلاف كونستانتينوفيتش جريبوفسكي (بالروسية: Владислав Константинович Грибовский) هو طيار سوفيتي ومصمم طائرات. وُلد في 7 سبتمبر 1899 وتوفي في 1977 .
قبل أن يصبح جريبوفسكي طيارًا، التحق في سبتمبر 1919 بالجيش الأحمر وأرسل إلى دورات بتروغراد للمدفعية. كجزء من مفرزة مشتركة من الطلاب العسكريين، شارك في معارك ضد يودنيتش Yudenich، وأصيب في المعركة. في خريف عام 1920 أصبح قائدًا في الجيش الأحمر، وكقائد فصيلة، واصل الخدمة في لواء مدفعية موسكو الثاني. في 1925 أصبح جريبوفسكي مدرس طيران، وفي العام التالي عمل كمصمم طائرات، حيث صمم خلال الفترة 1925 حتى 1942 31 نوع من الطائرات، منها 17 طائرة شراعية. كان يختار في الغالب الخشب كمواد لبناء هياكله البسيطة والمتينة والتي كان يسهل إصلاحها وتركيبها، وقد أثبتت في الغالب نجاحها؛ تم إنتاج بعض الطائرات الشراعية التي صممها جريبوفسكس بكميات كبيرة. في عام 1930 التقى برئيس جمعية أسُوأفياخيم، ثم أشرف على تأسيس المطار في توشينو.
كانت أشهر اختراعاته طائرة الشحن الشراعية جريبوفسكي جي-29 Gribowski G-29، والتي استمر تصنيعها حتى عام 1948.

## طائرات جريبوفسكي
- جريبوفسكي جي-4
- جريبوفسكي جي-5
- جريبوفسكي جي-8
- جريبوفسكي جي-10
- جريبوفسكي جي-11
- جريبوفسكي جي-15
- جريبوفسكي جي-20
- جريبوفسكي جي-21
- جريبوفسكي جي-22
- جريبوفسكي جي-23
- جريبوفسكي جي-25
- جريبوفسكي جي-26
- جريبوفسكي جي-27
- جريبوفسكي جي-28
- جريبوفسكي جي-29
- جريبوفسكي جي-30

## روابط إنترنت
- السيرة الذاتية (بالروسية)